# برون‌مرکزی زاویه‌ای

برون‌مرکزی زاویه‌ای. توجه شود که OA=BF=a.

برون‌مرکزی زاویه‌ای (انگلیسی: Angular eccentricity) از پارامترهایی است که در مطالعهٔ بیضی یا بیضی‌گون پدیدار می‌شود. برون‌مرکزی زاویه‌ای را می‌توان بر اساس برون‌مرکزی (هندسه)، e، یا نسبت نیم‌قطر بزرگ به نیم‌قطر بزرگ، b/a تعریف کرد:
{\displaystyle \alpha =\sin ^{-1}\!e=\cos ^{-1}\left({\frac {b}{a}}\right).\,\!}